# Département de Juárez Celman
Le département de Juárez Celman est une des 26 subdivisions de la province de Córdoba, en Argentine. Son chef-lieu est la ville de La Carlota.
Le département a une superficie de 8 902 km2. Sa population s'élevait à 55 348 habitants au recensement de 2001.

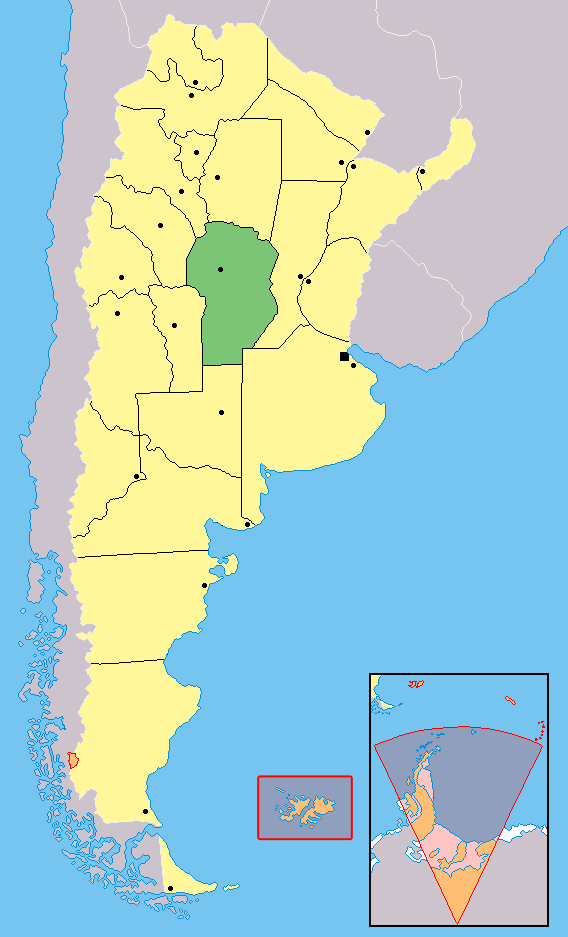
Localisation de la province de Córdoba en Argentine.